# 卡納迪斯 (紐約州)
卡納迪斯（英語：Canadice）是一個位於美國紐約州安大略縣的鎮。

## 人口
根據2020年美國人口普查的數據，卡納迪斯的面積為84.01平方千米，當中陸地面積為77.31平方千米，而水域面積為6.70平方千米。當地共有人口1674人，而人口密度為每平方千米20人。